# Гернот Юртін
Гернот Юртін (нім. Gernot Jurtin, нар. 9 вересня 1955, Шайфлінг — пом. 5 грудня 2006, Альтенмаркт-ім-Понгау) — австрійський футболіст, нападник.
Насамперед відомий виступами за клуб «Штурм» (Грац), а також національну збірну Австрії.

## Клубна кар'єра
У дорослому футболі дебютував 1974 року виступами за команду клубу «Штурм» (Грац), в якій провів тринадцять сезонів, взявши участь у 373 матчах чемпіонату.  Більшість часу, проведеного у складі «Штурма», був основним гравцем атакувальної ланки команди.
Завершив професійну ігрову кар'єру у нижчоліговому клубі «Капфенберг», за команду якого виступав протягом 1987—1988 років.
Помер через онкологічне захворювання 5 грудня 2006 року на 52-му році життя у місті Альтенмаркт-ім-Понгау.

## Виступи за збірну
1979 року дебютував в офіційних матчах у складі національної збірної Австрії. Протягом кар'єри у національній команді, яка тривала 5 років, провів у формі головної команди країни 12 матчів, забивши 1 гол.
У складі збірної був учасником чемпіонату світу 1982 року в Іспанії.